# Énergie éolienne en Grèce

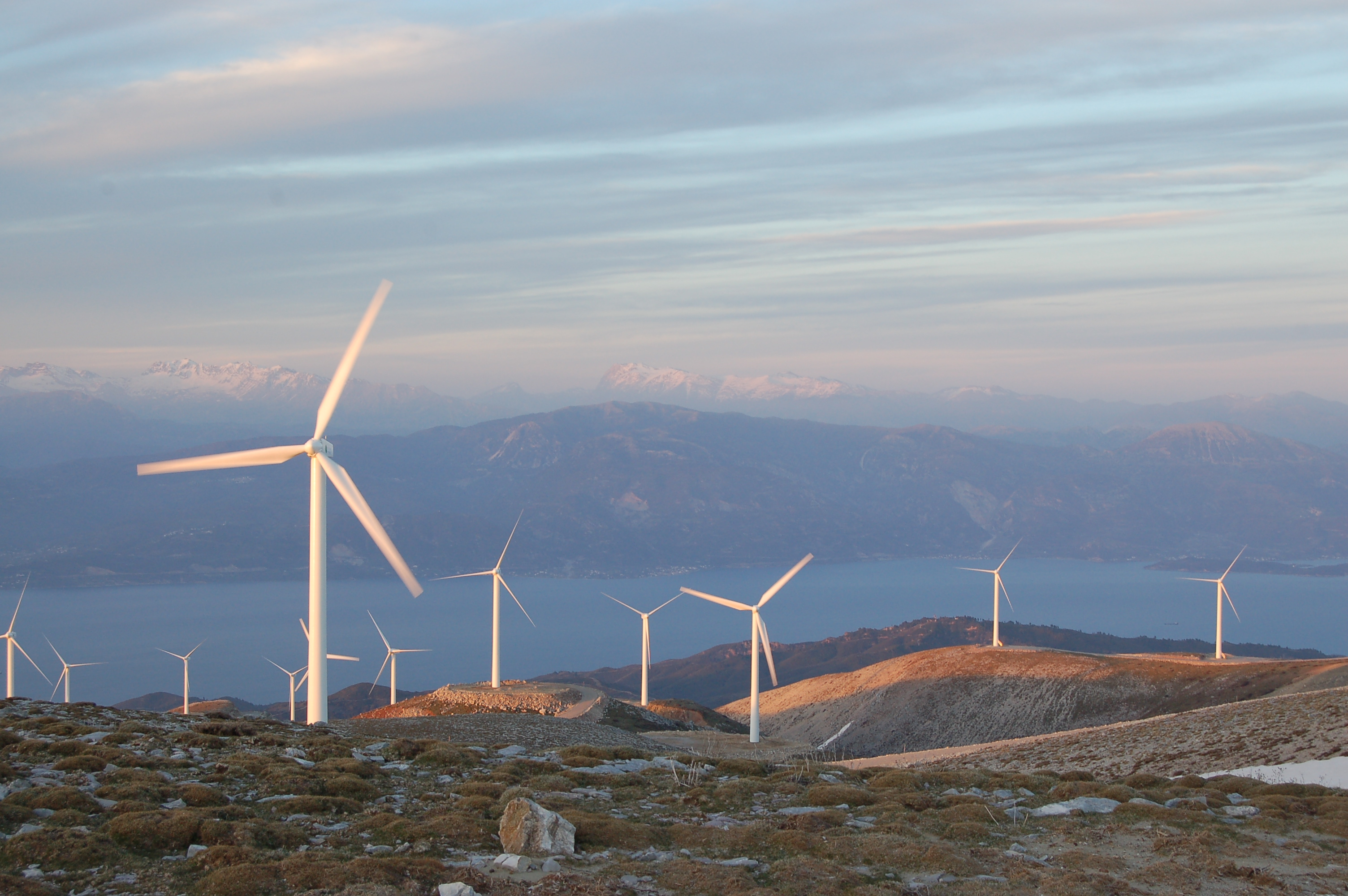
Ferme éolienne dans les monts Panachaïkón, en Achaïe (nord du Péloponnèse), 2006.

L'énergie éolienne est une source d'énergie importante en Grèce : en 2023, l'éolien produit 23,1 % de l'électricité du pays.
La Grèce se classe au 12e rang des pays de l'Union européenne (UE) producteurs d'électricité éolienne en 2024 (2,5 % de la production éolienne de l'UE) ; pour la puissance installée, elle est au 12e rang de l'UE (2,3 %) ; sa puissance installée par habitant la classe au 11e rang européen, avec une puissance égale à la moyenne de l'UE.

## Production d'électricité éolienne

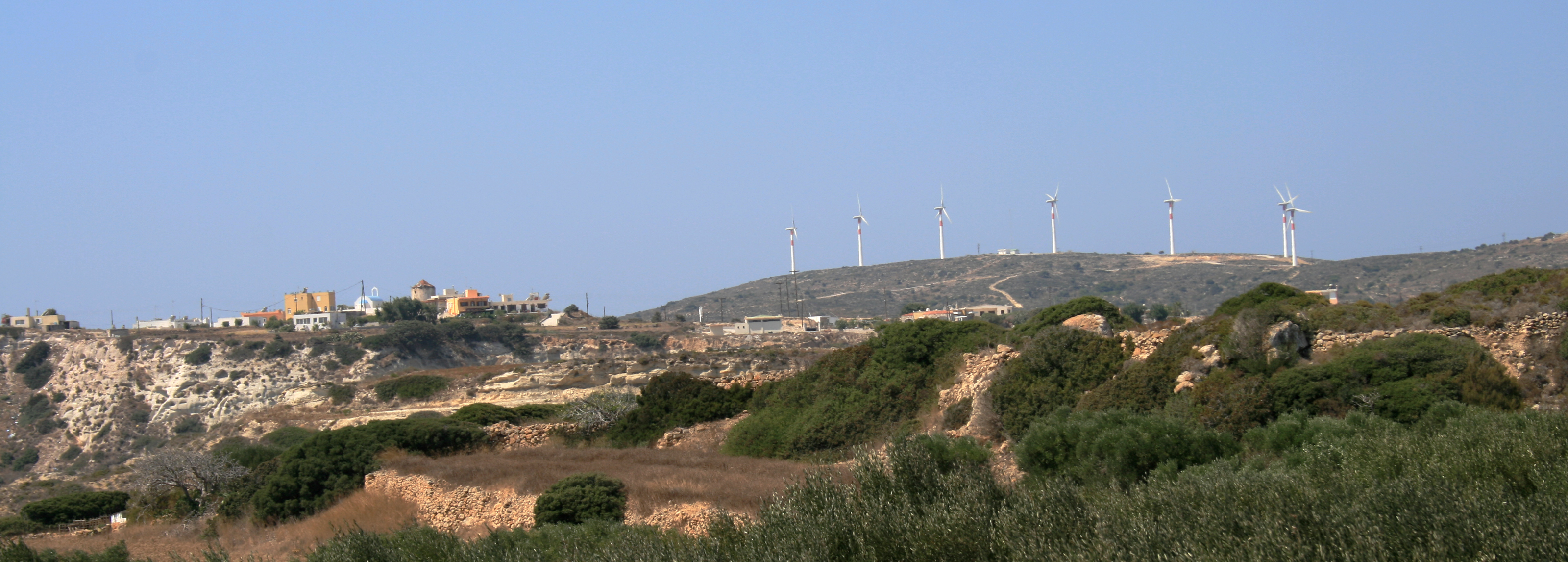
Parc éolien près de Kefalos sur l'île de Kos (Dodécanèse), 2009.

Selon EurObserv'ER, la production éolienne de la Grèce s'élève à 12 136 GWh en 2024, en hausse de 10,1 % par rapport à 2023, soit 2,5 % de la production éolienne de l'Union européenne (UE), au 12e rang des producteurs éoliens de l'UE, derrière l'Allemagne (28,5 %), l'Espagne (12,8 %), la France (9,2 %), la Suède (8,5 %), les Pays-Bas (6,8 %), la Pologne (5,2 %), etc.
En 2023, l'éolien grec a produit un total de 11 009 GWh, soit 23,1 % de la production d'électricité du pays.
L'Energy Institute estime la production d'électricité éolienne en Grèce en 2023 à 11,0 TWh, soit 22 % de la production d'électricité du pays.
| Année | Production (GWh) | Accroissement | Part prod.élec. |
| 2000  | 451              |               | 0,8 %           |
| 2005  | 1 266            |               | 2,1 %           |
| 2010  | 2 714            |               | 4,7 %           |
| 2011  | 3 315            | +22,1 %       | 5,6 %           |
| 2012  | 3 850            | +24,9 %       | 6,8 %           |
| 2013  | 4 139            | +7,5 %        | 7,2 %           |
| 2014  | 3 689            | -10,9 %       | 7,3 %           |
| 2015  | 4 621            | +25,3 %       | 8,9 %           |
| 2016  | 5 146            | +11,4 %       | 9,5 %           |
| 2017  | 5 537            | +7,6 %        | 10,0 %          |
| 2018  | 6 300            | +13,8 %       | 11,8 %          |
| 2019  | 7 266            | +15,3 %       | 14,9 %          |
| 2020  | 9 310            | +28,1 %       | 19,3 %          |
| 2021  | 10 482           | +12,6 %       | 19,1 %          |
| 2022  | 10 883           | +3,8 %        | 20,7 %          |
| 2023  | 11 009           | +1,2 %        | 23,1 %          |
| 2024  | 12 136           | +10,2 %       |                 |

En 2023, la production éolienne de la Grèce représente 2,3 % de la production éolienne de l'UE, au 13e rang des producteurs éoliens de l'UE, derrière l'Allemagne (29,8 %), l'Espagne (13,5 %), la France (10,6 %), la Suède (7,2 %), les Pays-Bas (6,1 %), l'Italie (4,9 %), etc.
En 2022, la production éolienne de la Grèce se classe au 13e rang des producteurs éoliens de l'Union européenne (UE), avec 2,5 % du total de l'UE, derrière l'Allemagne (29,9 %), l'Espagne (14,9 %), la France (9,0%), la Suède (7,9 %), l'Italie (2,7 %), etc.
La part de l'éolien dans la production d'électricité de la Grèce s'élève à 12 % en 2019, selon WindEurope. En 2019, la Grèce installe 727 MW d'éoliennes, portant la puissance installée de son parc éolien à 3 576 MW, soit le 13e rang européen.
La production d'électricité éolienne de la Grèce se classe au 15e rang européen en 2017 avec 5 676 GWh ; sa puissance installée s'élève à 2 541 MW au 31/12/2017 ; pour la puissance éolienne par habitant, la Grèce est au 12e rang européen avec 236 W/habitant .
En 2023, 153 nouvelles éoliennes sont connectées au réseau local.

## Puissance installée

Énergie éolienne en Grèce

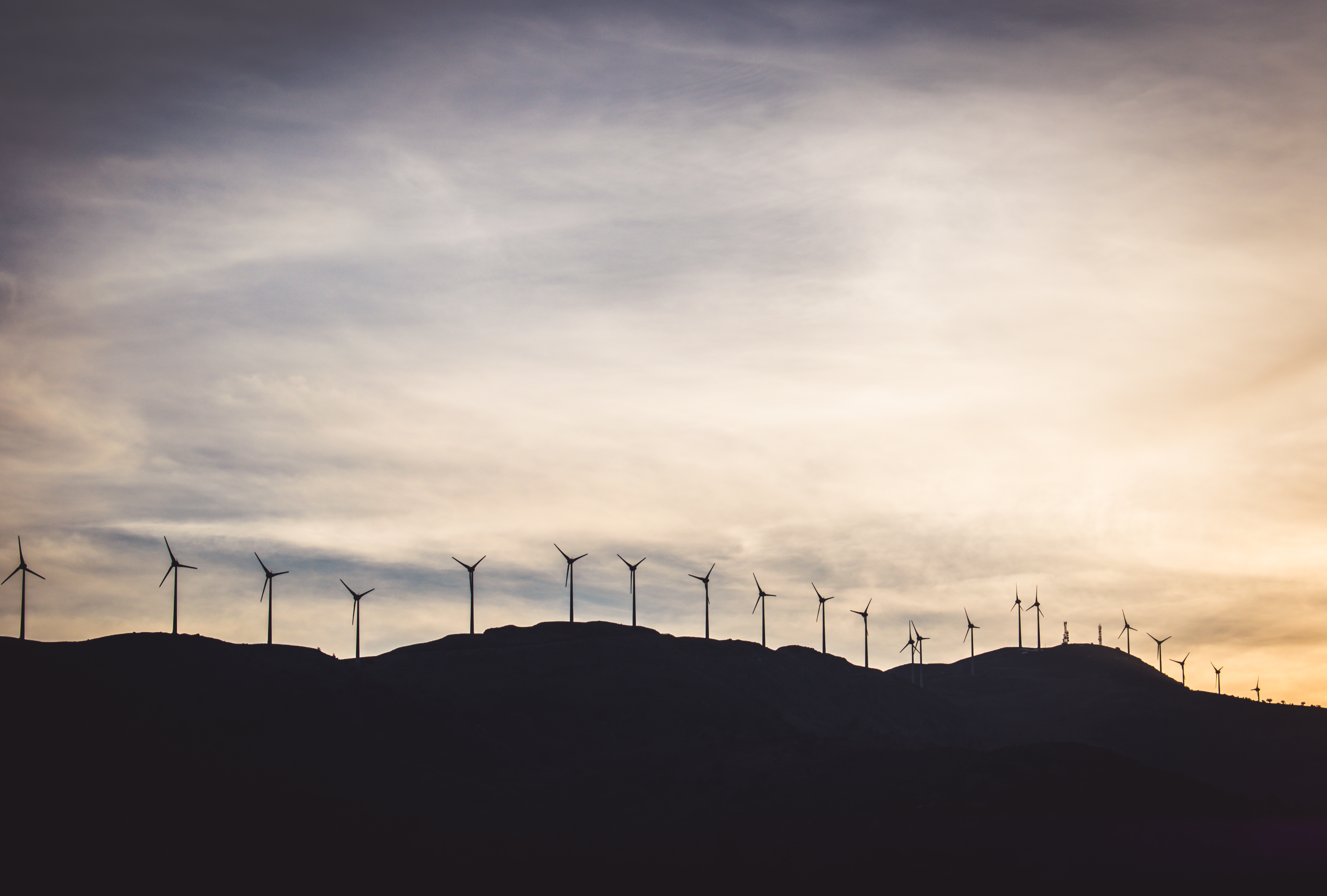
Parc éolien de Kalávryta, 2017.

La Grèce a installé 134,7 MW de puissance en 2024, portant sa puissance installée éolienne à 5 366,4 MW fin 2024 (+2,6 %). Elle se classe au 12e rang de l'Union européenne (UE) (2,3 % du total de l'UE), derrière l'Allemagne (28,5 %), l'Espagne (12,8 %), la France (9,2 %), la Suède (8,5 %), les Pays-Bas (6,8 %), la Pologne (5,2 %), etc. Sa part du marché de l'UE en 2024 est de 1,0 %.
La puissance installée par habitant de la Grèce s'élève en 2024 à 516,0 W, égale à la moyenne de l'UE (516,2 W), au 11e rang européen, loin derrière la Suède (1 632,1 W), l'Allemagne (872,1 W), l'Espagne (655,2 W), mais devant la France (364,6 W) ou l'Italie (220,3 W).
| Année | Puissance installée (MW) | Accroissement (MW) |
| 1999  | 107                      |                    |
| 2000  | 237                      | 130                |
| 2001  | 276                      | 39                 |
| 2002  | 291                      | 15                 |
| 2003  | 407                      | 116                |
| 2004  | 479                      | 72                 |
| 2005  | 601                      | 122                |
| 2006  | 753                      | 152                |
| 2007  | 859                      | 106                |
| 2008  | 987                      | 128                |
| 2009  | 1 145                    | 158                |
| 2010  | 1 341                    | 196                |
| 2011  | 1 656                    | 315                |
| 2012  | 1 769                    | 113                |
| 2013  | 1 858                    | 89                 |
| 2014  | 1 969                    | 111                |
| 2015  | 2 128                    | 159                |
| 2016  | 2 360                    | 232                |
| 2017  | 2 641                    | 281                |
| 2018  | 2 840                    | 199                |
| 2019  | 3 596                    | 756                |
| 2020  | 4 115                    | 517                |
| 2021  | 4 453                    | 338                |
| 2022  | 4 683                    | 230                |
| 2023  | 5 226                    | 543                |
| 2024  | 5 366                    | 135                |

En 2023, la Grèce a installé 529,4 MW d'éoliennes, portant sa puissance installée éolienne à 5 231,7 MW fin 2023 (+11,3 %). Elle se classe au 12e rang de l'Union européenne (UE) avec 2,4 % du total de l'UE, derrière l'Allemagne (31,8 %), l'Espagne (14,1 %), la France (10,2 %) et la Suède (7,4 %), l'Italie (5,6 %), etc. Sa part du marché de l'UE en 2023 est de 3,4 %.
En 2022, la Grèce a installé 32,3 MW de puissance, portant sa puissance installée éolienne à 4 681,4 MW fin 2022 (+0,7 %). Elle se classe au 12e rang de l'Union européenne (UE) avec 2,3 % du total de l'UE, derrière l'Allemagne (32,7 %), l'Espagne (14,3 %), la France (9 %), la Suède (7,2 %), l'Italie (5,8 %), etc. Sa part du marché de l'UE en 2022 est de 0,2 %.
La puissance installée par habitant de la Grèce s'élève en 2022 à 447,6 W, inférieure de 1,3 % à la moyenne de l'UE (453,7 W), au 10e rang européen, loin derrière la Suède (1 395,4 W), l'Allemagne (795,4 W) ou l'Espagne (612,3 W), mais devant la France (305 W) ou l'Italie (198,2 W).
Les régions les plus équipées en parcs éoliens en 2023 sont la Grèce-Centrale : 2 293 MW (43,9 %), le Péloponnèse : 639 MW (12,2 %), la Macédoine orientale & Thrace : 534 MW (10,2 %), la Grèce-Occidentale : 413 MW (7,9 %) et la Macédoine-Occidentale : 374 MW (7,2 %).
Les principaux fabricants des éoliennes installées en Grèce sont Vestas : 2 356,7 MW (45,1 %), Enercon : 1 335,5 MW (25,6 %), Siemens Gamesa : 862,8 MW (16,5 %), Nordex : 388,4 MW (7,4 %) et GE Renewable Energy : 204,8 MW (3,9 %).

## Éolien en mer
La Grèce compte 59 projets éoliens en mer, mais aucun d'eux n'a atteint le stade de la demande de licence.

## Principaux parcs éoliens

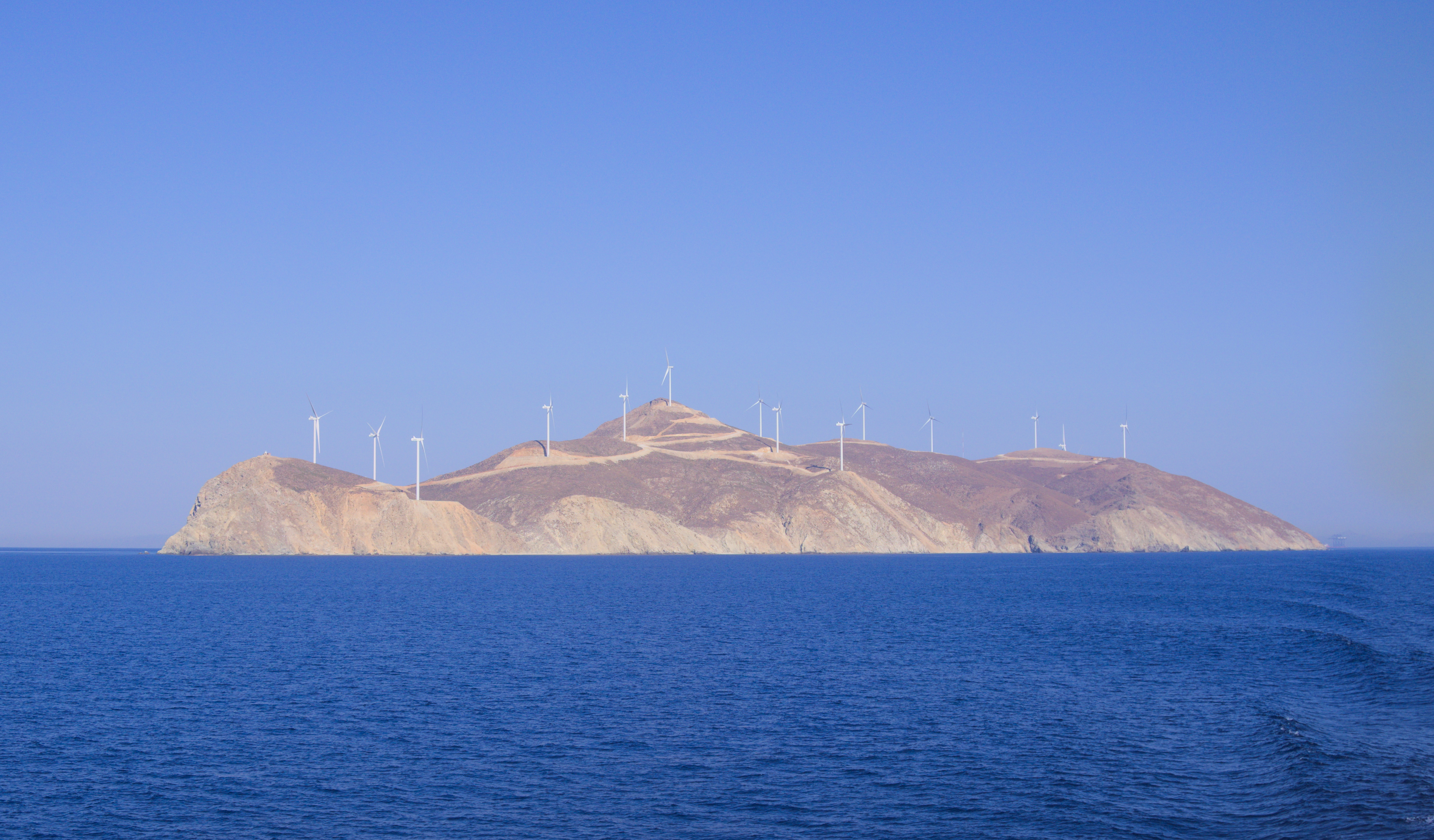
Parc éolien d'Ágios Geórgios (île), 2016.

La base de données The Windpower recense 262 parcs éoliens grecs totalisant 4,7 GW en avril 2023, dont 4,22 GW en fonctionnement, 0,22 GW en construction et 0,3 GW en projet (offshore).
Exemples de parcs :
- Agios Georgios (Saint George) : 23 turbines (73,2 MW), installées par Terna Energy, filiale du groupe GEK Terna, de 2014 à 2016 sur un îlot inhabité ; sa production est transférée au continent grâce à un câble sous-marin à haute tension de 36 km[12].
- Kafireas I (Enel) : ensemble de 7 parcs de 67 turbines au total (154 MW), mis en service en 2019 à Carystos (Eubée) par Enel Green Power[13].
- Kafireas II (Terna) : sa capacité de 330 MW en fera le parc éolien le plus puissant en Grèce à sa mise en service prévue en 2023[14].
- Karystia : projet de Terna Energy de 40 turbines Vestas de 3,6 MW, soit 144 MW, en Grèce-Centrale ; sa mise en service est prévue en 2024[15]. Terna compte construire au total 18 parcs éoliens d'une puissance totale de 360 MW à Carystos, Eubée[16].

## Oppositions locales
La Grèce ambitionne en 2030 de produire plus de 80 % d'électricité verte parmi sa production totale d'électricité, elle multiplie donc les parcs éoliens, soutenue par d'importants fonds européens. Ces constructions suscitent des oppositions dans différentes régions, notamment en Crète, dans les Cyclades, à Ikaria ou près de Corfou, en raison de l'impact des chantiers sur l'industrie touristique avec la dégradation des paysages à cause de l'édification des parcs éoliens. L'autre source de résistance provient des défenseurs de l'environnement car certains chantiers mettent à mal des écosystèmes forestiers ou de montagnes.